# شمعون الثالث والعشرون إيشاي
مار شمعون الثالث والعشرون إيشاي، (ولد في حكاري، تركيا في 28 فبراير/شباط 1908 - اغتيل في سان خوسيه، كاليفورنيا في 6 نوفمبر/تشرين الثاني 1975. كان كاثوليكوس بطريرك كنيسة المشرق الآشورية وكرّس بطريركا في عمر الحادية عشر، كون كرسي البطريركية وراثيا آنذاك وذلك عام 1920 وبقي على الكرسي البطريركي لغاية يوم اغتياله في 1975.
نفته الحكومة العراقية إلى قبرص عقب أحداث سميل عام 1933، ومن ثم انتقل إلى شيكاغو، الولايات المتحدة عام 1940. حصل على الجنسية الأميركية عام 1949، وانتقل إلى سان فرانسيسكو عام 1954. أدت الخلافات حول النظام الوراثي للبطريركية واعتماد التقويم الجديد إلى شرخ بين كنيسة المشرق الآشورية والكنيسة الكلدانية السريانية في الهند عام 1964، غير أن سلفه مار دنخا الرابع قام بإعادة اللحمة لاحقا.
إلا أن قسما من كنيسة المشرق الآشورية انشق ليؤسس عام 1964 كنيسة المشرق القديمة ومقرّها بغداد برئاسة مار توما درمو الذي عين بطريركا معارضا.
في أغسطس/آب 1973 تزوّج البطريرك خلافا لأصول البطريركية مما دعا عددا من المعارضين إلى الطلب بتنحيته وانتخاب بطريرك آخر، ولكن قبل اجتماع السينودس المقرر في بداية 1976، قام دافيد مالك إسماعيل باغتيال البطريرك أمام منزله في السادس من نوفمبر/تشرين الثاني 1975.
انتخب السينودس البطريرك مار دنخا الرابع بطريركا جديدا وكرّس في 17 أكتوبر/تشرين الأول 1976.